# Gränsleden
Gränsleden (Rádjebálges, Grenseleden) är en vandringsled som går genom fjällen mellan Sverige och Norge. Den sträcker sig cirka 60 kilometer mellan Ritsem i Gällivare kommun till Sørfjorden i Hamarøy kommun. Leden invigdes i augusti 2007 och förlängdes 2010.

## Historik
Gränsleden är en gammal färdled mellan Sørfjorden i Norge och Akkajaure (Áhkájávrre) i Sverige som har använts under lång tid. Samerna i området använde leden fram till 1920- eller 1930-talet, när renhjordsflyttningarna upphörde och mer fasta sommarvisten började användas. Under andra världskriget användes leden av norska flyktingar för att ta sig till Sverige. Det finns fortfarande gamla tyska befästningar kvar längs leden. Efter andra världskriget minskade färdledens användning och den glömdes bort.
Genom ett EU-projekt mellan Gällivare och Tysfjords kommuner har leden återuppstått med nya ledmarkeringar, skyltar, broar, vindskydd, dass och vedförråd. I Norge finns det även sovstugor. I arbetet med att återupprätta leden engagerades samebyn Unna tjerusj (tidigare Sörkaitums sameby).

## Sträckning
Leden börjar vid Ritsem och sträcker sig via Gálavárddo, Sårgå, Røysvatnet, Krokvatnet, Kjerringvatnet och Brynvatnet till Slabávuodna vid Sørfjorden, där båt får tas till Kjøpsvik. Vid Riksröse 251 passeras gränsen mellan Norge och Sverige. Hela sträckan är 60 kilometer. Alternativt kan vandringen påbörjas vid Akkajaures västra strand, dit det går att åka båt eller helikopter från Ritsem, varvid vandringssträckan är 42 kilometer.

## Bilder

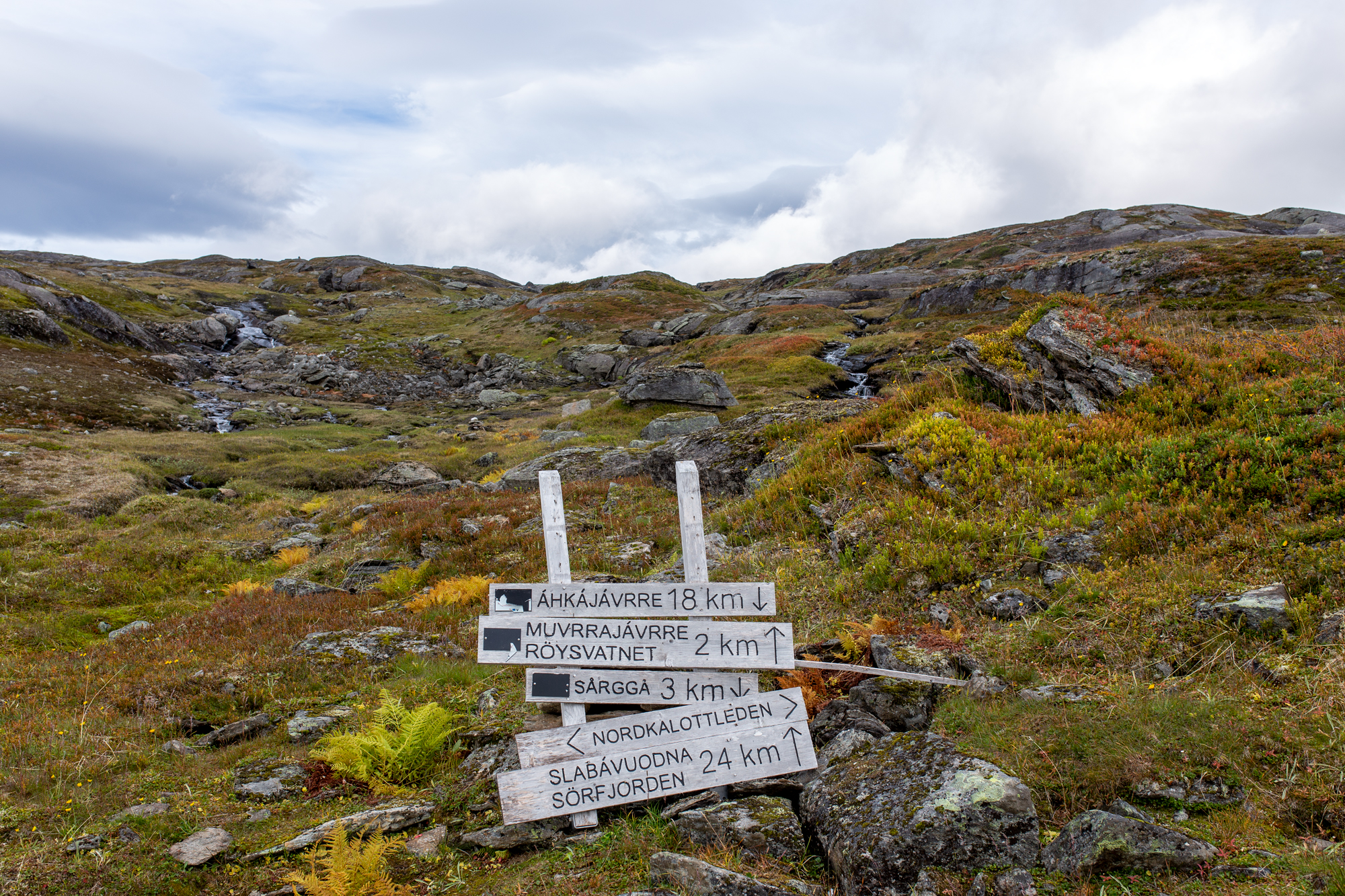
Skyltar vid korsningen mellan Gränsleden och Nordkalottleden.
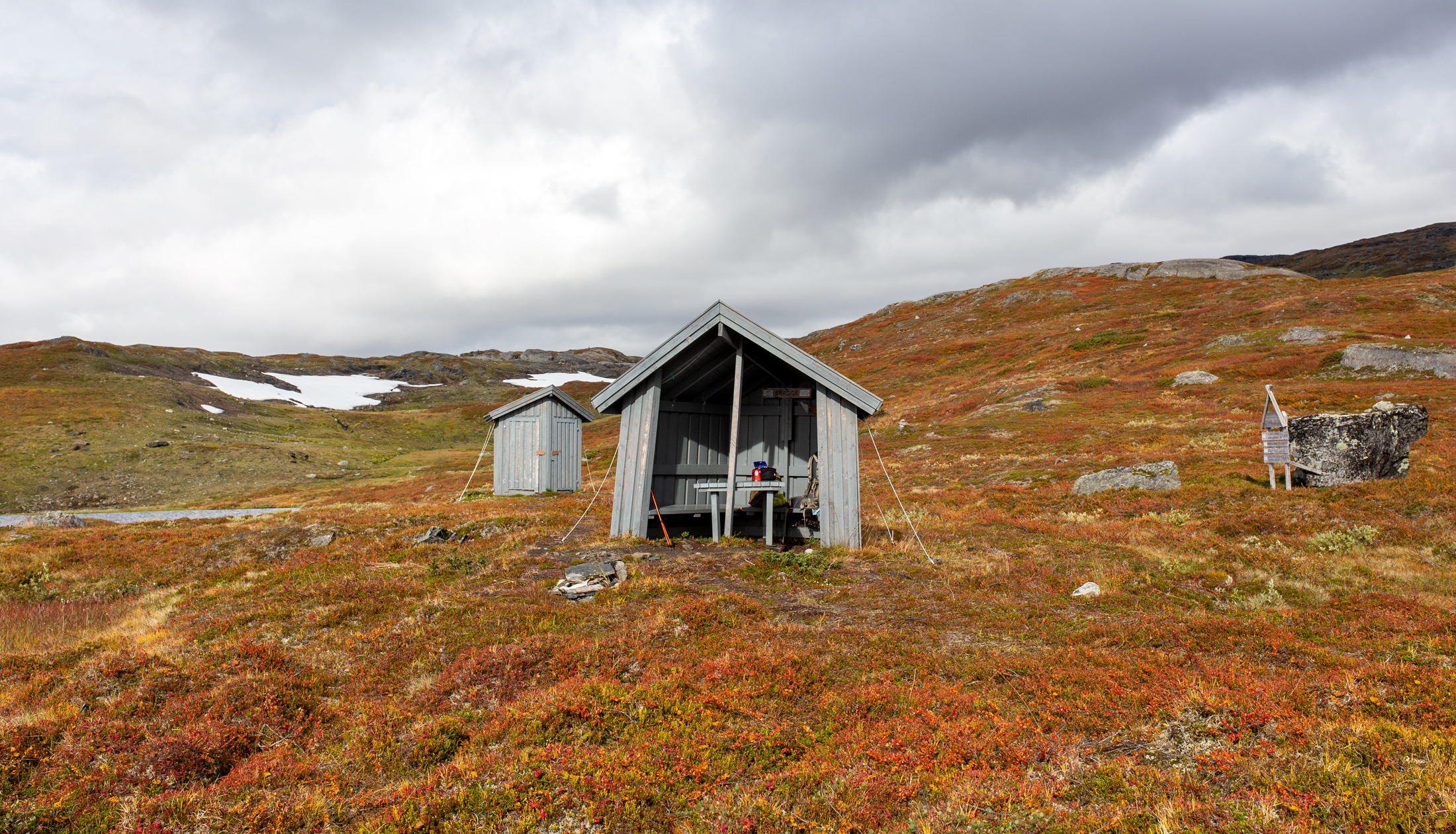
Vindskyddet Sårgå byggt med EU-bidrag.
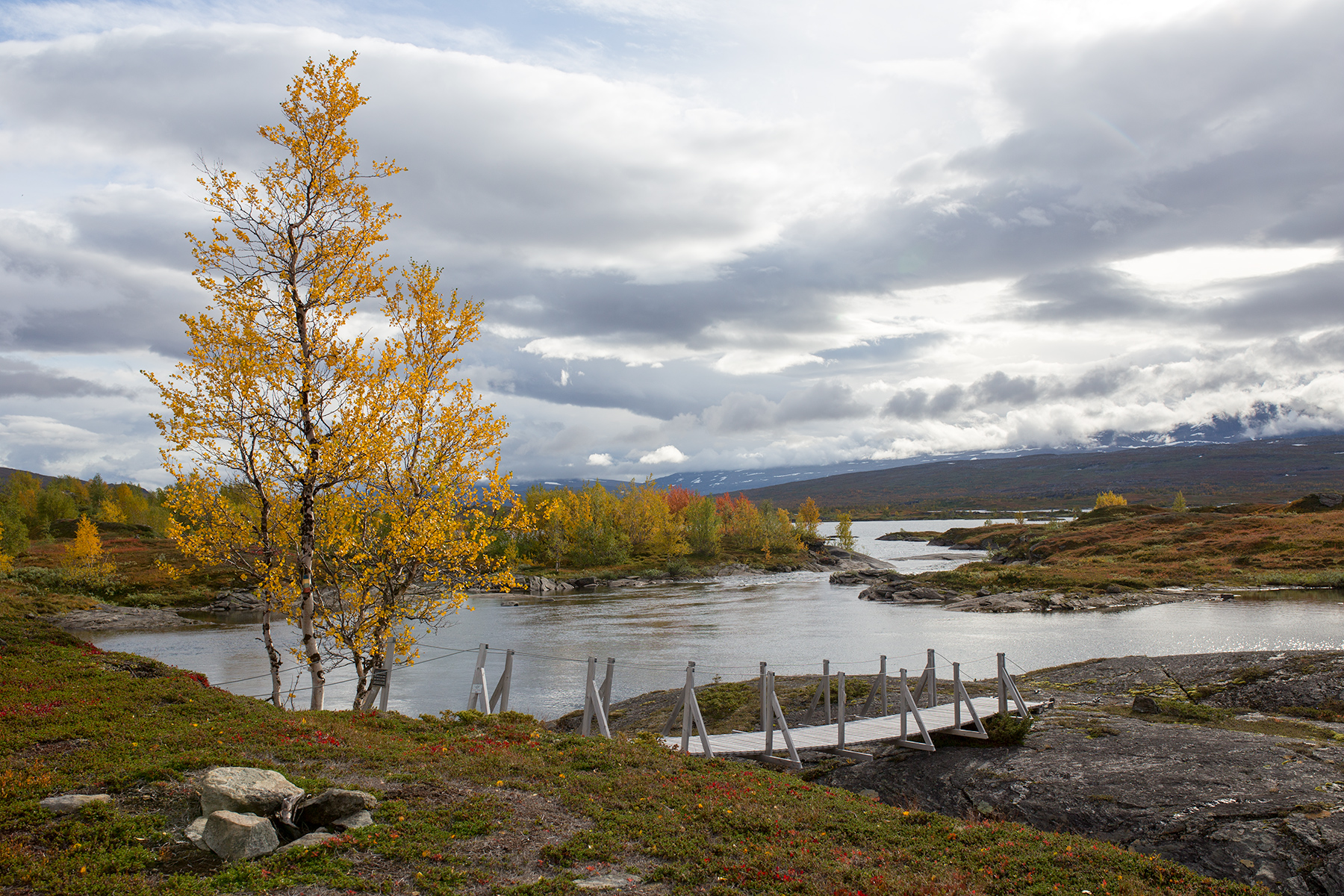
Svártijåhkå vid bron nära mynningen i Sårgåjávrre.
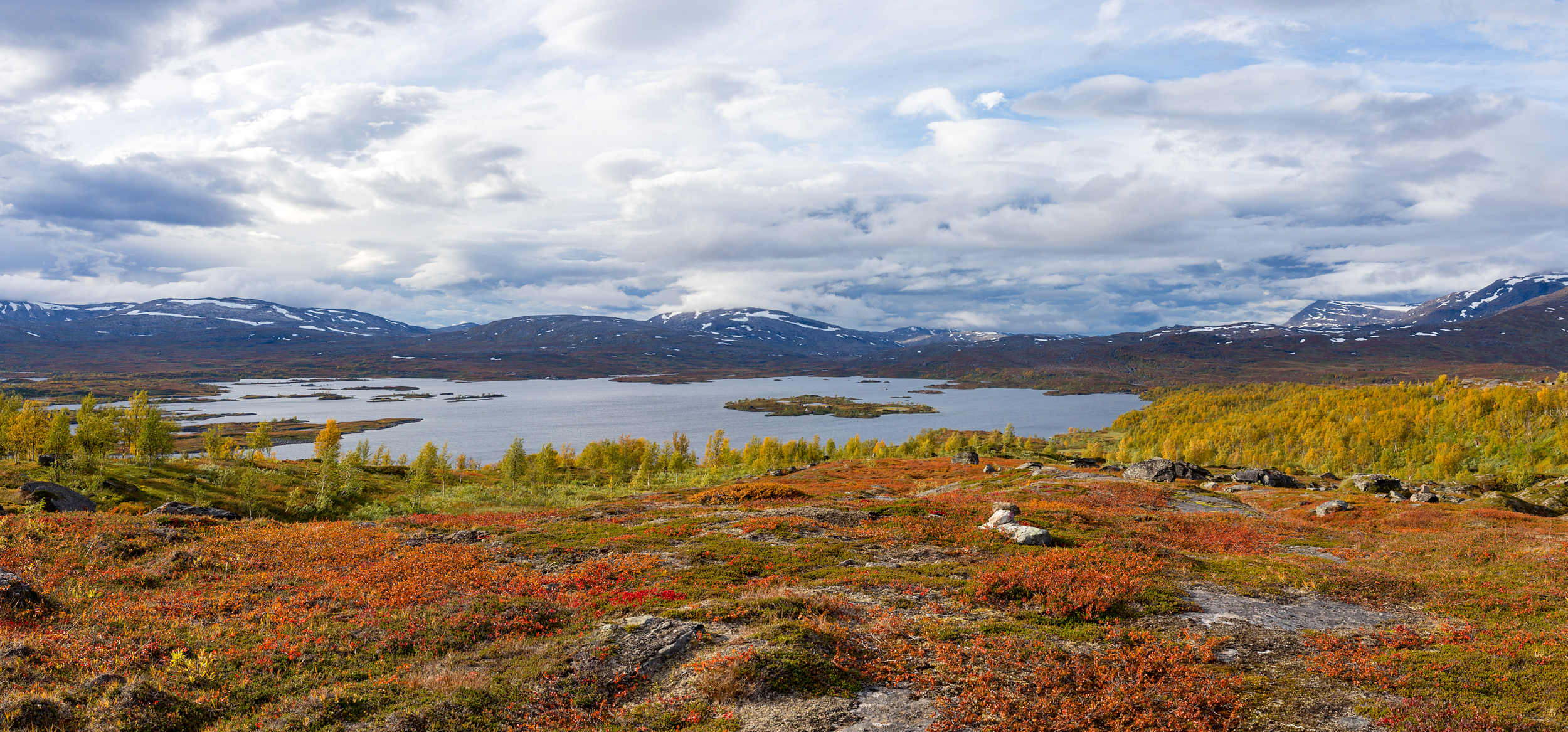
Vy mot Sårgåjávrre från Gränsleden.

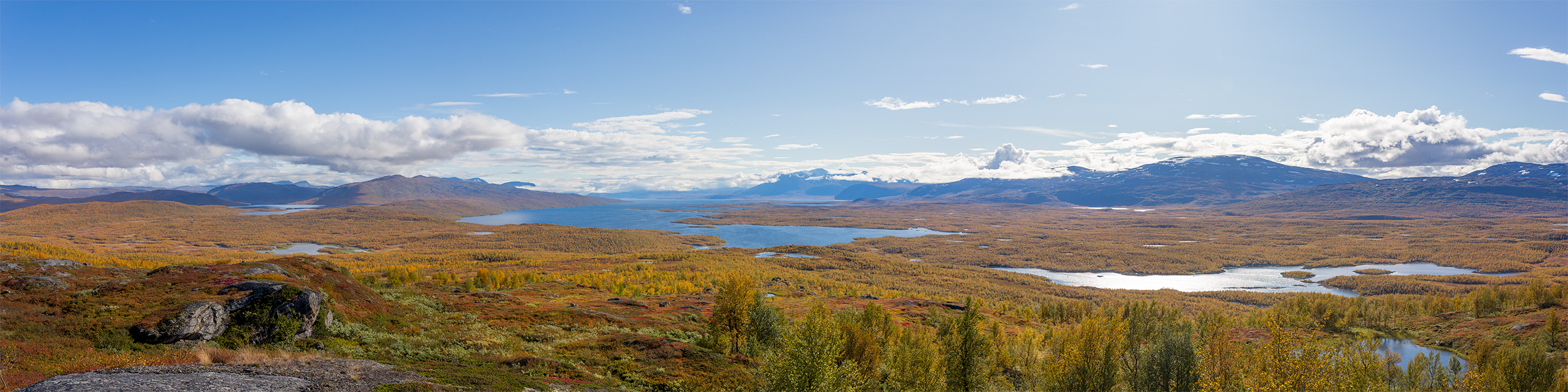
Västra änden av Áhkájávrre.
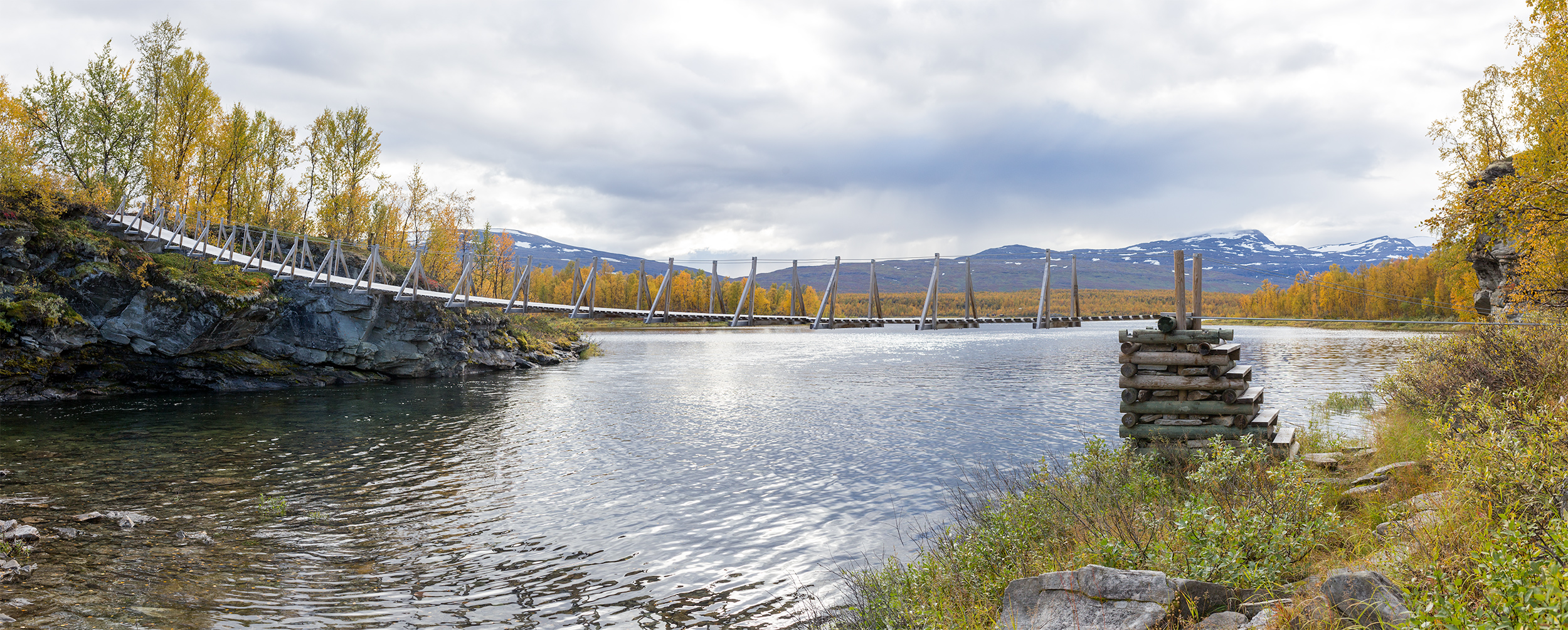
Bron över Ubmasjåhkå vid inloppet i Áhkájávrre.
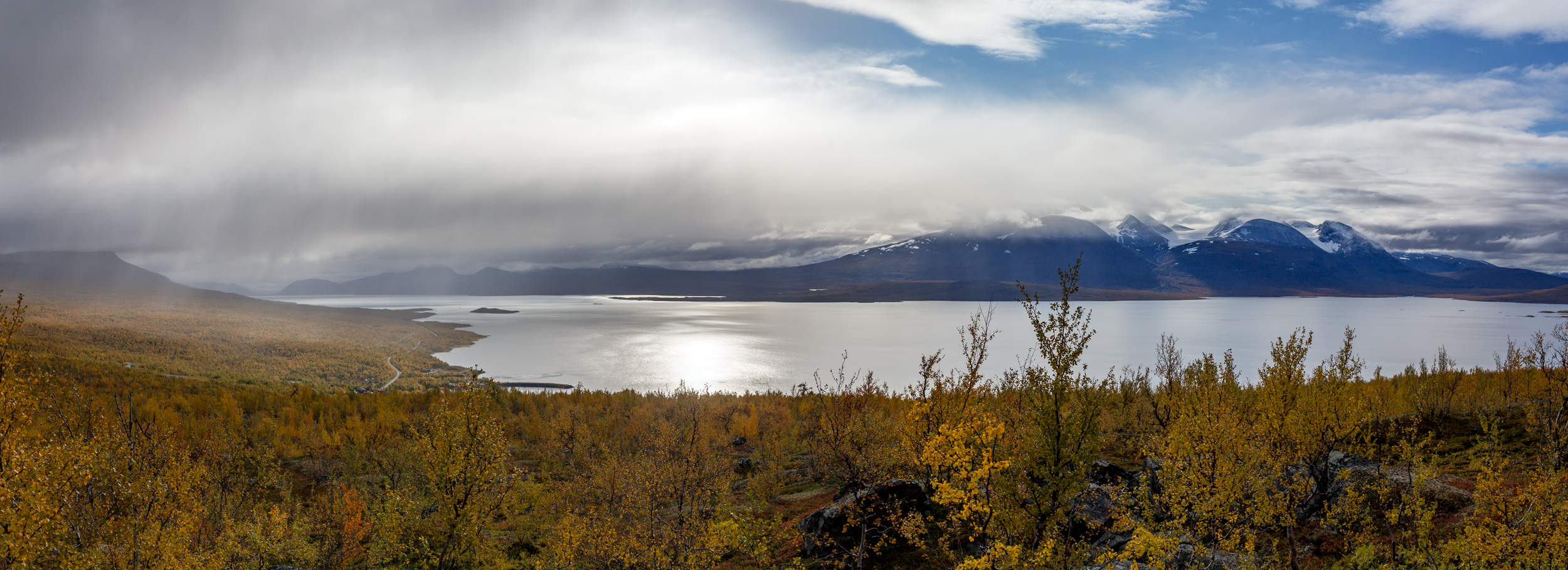
Vy mot Áhkájávrre och Áhkká från Gränsleden 2 km väster om Ritsem. Regn över Ritsem.